# Roberto Alonso Mora
Roberto Eliseo Alonso Mora (Montevideo, Uruguay, 12 de julio de 1934 - 17 de marzo de 2012) fue un abogado y político uruguayo, quien entre otros cargos se desempeñó como subsecretario del Ministerio del Interior en 1989-1990.

## Primeros años
Nació en Montevideo el 12 de julio de 1934.
Cursó estudios en la Facultad de Derecho de la Universidad de la República, donde obtuvo el título de abogado en 1961.

## Cargos públicos
Fue asesor letrado de UTE, y posteriormente pasó a cumplir funciones en el Cuerpo Especial de Prevención y Represión de Ilícitos Económicos.
Fue asimismo profesor de la Escuela Nacional de Policía.
En 1976 fue nombrado interventor del fondo gremial de compensación familiar para los trabajadores de industrias gráficas.
En 1980 integró como delegado del Ministerio de Economía y Finanzas (MEF) una Comisión para proponer normas sustitutivas a la legislación sobre gases explosivos.
En los años 80 fue adscripto a la Dirección General del MEF.

### Subsecretario del Ministerio del Interior
El 25 de octubre de 1989 el presidente Julio María Sanguinetti y el nuevo ministro Flavio Buscasso lo designaron como subsecretario del Ministerio del Interior, sucediendo a Washington Baliero.
Ocupó el cargo durante poco más de cuatro meses, hasta la finalización del período presidencial de Sanguinetti, incluyendo la realización de las elecciones de 1989.
Con la asunción del nuevo presidente Luis Alberto Lacalle, fue sucedido como subsecretario del Interior por Carlos Moreira.

### Director de Loterías y Quinielas
En agosto de 1996 fue designado por el nuevamente presidente Sanguinetti como Director de Loterías y Quinielas.
En marzo de 2000 fue ratificado en su cargo por el nuevo presidente Jorge Batlle,pero pocos meses después, en agosto del mismo año, fue cesado en función de denuncias de irregularidadesque ameritaron luego una investigación judicial.

## Vida personal. Fallecimiento
Era hijo de Manuel Roberto Alonso y de Isabel Mora Trías,quienes se habían casado en 1928.
Contrajo matrimonio en 1963 con Elvira Margot Carpy Cendan,con quien tuvo dos hijas, Graciela y Estela.
Roberto Alonso Mora falleció en Montevideo el 17 de marzo de 2012, a los 77 años de edad.